# Estirada de catifa
Una estirada de catifa (en anglès: rug pull) és una estafa en criptomonedes on els creadors d'un projecte promouen la seva criptodivisa, en fomenten la compra i, posteriorment, venen les seves participacions de cop, fent desplomar el preu i perjudicant els inversors. Una estirada de catifa és un tipus d’exit scam, però no tots els exit scams són estirades de catifes.
El procés d’una estirada de catifa comença amb la creació d’una nova criptomoneda o projecte de finances descentralitzades (DeFi). Els creadors en fan una promoció agressiva per atreure inversors, tot utilitzant tàctiques de màrqueting per generar interès. A continuació, manipulen el mercat per augmentar artificialment el preu, fent semblar que hi ha una alta demanda. Quan el valor arriba a un cert punt, venen massivament els seus actius criptogràfics, provocant un desplom sobtat del preu i perjudicant els inversors.
Un exemple destacat d’una estirada de catifa és el de la criptomoneda Libra, promoguda pel president argentí Javier Milei, que va experimentar una pujada espectacular de valor seguida d’un col·lapse ràpid després de la venda massiva per part d’uns pocs inversors. Un altre cas similar va tenir lloc a la República Centreafricana, on un projecte de criptomoneda va seguir el mateix patró. Figures públiques com Donald Trump i Kanye West també han estat relacionades amb projectes de criptomonedes que han generat controvèrsia per pràctiques qüestionables.